# Río Topo
Der Río Topo ist ein 41 km langer linker Nebenfluss des Río Pastaza in der Provinz Tungurahua in Ecuador.

## Flusslauf
Das Quellgebiet des Río Topo befindet sich in der Cordillera Real nordöstlich von Baños auf einer Höhe von etwa 3100 m. Der Río Topo entsteht am Zusammenfluss mehrerer Bäche. Der Río Topo fließt anfangs 12 km in Richtung Südost und wendet sich anschließend nach Süden. Der Río Topo mündet schließlich auf einer Höhe von etwa 1200 m in den nach Osten strömenden Río Pastaza. Die Mündung liegt 26 km östlich von Baños. Die Fernstraße E30 (Baños–Mera) überquert den Río Topo unmittelbar oberhalb dessen Mündung. Das Einzugsgebiet des Río Topo liegt in der Parroquia rural Río Negro in dem Kanton Baños de Agua Santa. 

## Einzugsgebiet
Das Einzugsgebiet des Río Topo wird durch Gebirgskämme von den benachbarten Flusstälern getrennt. Weiter westlich verläuft der Río Verde, im Norden grenzt das Einzugsgebiet an das des Río Napo. Der Río Topo entwässert ein Areal von 436 km². Das Einzugsgebiet oberhalb von Flusskilometer 18 befindet sich innerhalb des Nationalparks Llanganates.